# 貝塚車站 (大阪府)
貝塚車站（日语：／ Kaizuka eki */?）是位於日本大阪府貝塚市，由南海電氣鐵道與水間鐵道所共用的鐵路車站。本站是南海電鐵主要幹線南海本線與水間鐵道水間線的分歧點，也是水間線的起點。而本站也是所在地貝塚市的主要車站。

## 車站結構

### 南海電氣鐵道
本站為配有待避設備的島式月台2面4線的地面車站，並設有跨站式站房。

#### 月台配置
| 月台 | 路線   | 方向 | 目的地                              |
| ---- | ------ | ---- | ----------------------------------- |
| 1、2 | 南海線 | 下行 | 和歌山市方向 （機場線）關西機場方向 |
| 3、4 | 南海線 | 上行 | 難波方向                            |

### 水間鐵道
港灣式月台1面2線的地面車站。車站曾經由南海電氣鐵道使用，並一度設立自動閘機。

#### 月台配置
| 月台 | 路線    | 目的地       |
| ---- | ------- | ------------ |
| 1、2 | ■水間線 | 水間觀音方向 |

## 歷史
- 1897年（明治30年）10月1日 - 隨著南海鐵道（現時南海本線）堺站至佐野站（現泉佐野站）通車，南海鐵道車站開業。
- 1933年（昭和8年）4月25日 - 隨著水間鐵道貝塚南站至此站之貨物線通車，水間鐵道車站開業，但只作貨運用途。
- 1934年（昭和9年）1月20日 - 水間鐵道車站開始作客運用途。
- 1944年（昭和19年）6月1日 - 車站因公司合併成為近畿日本鐵道之車站。
- 1947年（昭和22年）6月1日 - 車站因業權轉讓重新成為南海電氣鐵道之車站。
- 1990年（平成2年） - 因應南海電鐵車站改為高架站，南海電鐵及水間鐵道之閘口不再共用。
- 1993年（平成5年） - 南海本線往難波方向之待避線啟用。

## 相鄰車站
南海電氣鐵道
南海本線
■特急南方
通過
■急行、■機場急行、■區間急行
岸和田（NK24）－貝塚（NK26）－泉佐野（NK30）
■準急（只限往難波運行）、■普通
蛸地藏（NK25）－貝塚（NK26）－二色濱（NK27）
水間鐵道
■水間線
貝塚－貝塚市役所前

## 外部連結
- 貝塚 - 南海電氣鐵道